# 1582 Martir
Az 1582 Martir (ideiglenes jelöléssel 1950 LY) a Naprendszer kisbolygóövében található aszteroida. Miguel Itzigsohn fedezte fel 1950. június 15-én.